# BTTB
Pour l’article homonyme, voir Back to Basics.
 (juin 2017).
Si vous disposez d'ouvrages ou d'articles de référence ou si vous connaissez des sites web de qualité traitant du thème abordé ici, merci de compléter l'article en donnant les références utiles à sa vérifiabilité et en les liant à la section « Notes et références ».
Albums de Ryūichi Sakamoto
Discord
(1997) Cinemage
(1999)
Singles
1. ウラBTTB
Sortie : 26 mai 1999

BTTB (Back to the Basics) est un album de musique réalisé par le pianiste et compositeur japonais Ryūichi Sakamoto, sorti en 1999.

## Présentation
Le titre de l'album est un acronyme pour Back to the Basics.
Deux versions distinctes de l'album ont été pressées, pour les marchés japonais et internationaux. La version internationale s'ouvre avec les trois morceaux du maxi-single ウラBTTB, sorti en mai 1999, au Japon, en tant qu'outil promotionnel, remplaçant 3 des pistes de l'édition originale de l'album.
Le maxi-single a culminé à la 4e place du classement des singles japonais.

## Liste des titres
Toutes les chansons sont écrites et composées par Ryūichi Sakamoto.
| Édition originale japonaise | Édition originale japonaise | Édition originale japonaise | Édition originale japonaise | Édition originale japonaise | Édition originale japonaise | Édition originale japonaise | Édition originale japonaise | Édition originale japonaise | Édition originale japonaise |
| No                          | Titre                       | Durée                       |                             |                             |                             |                             |                             |                             |                             |
| --------------------------- | --------------------------- | --------------------------- | --------------------------- | --------------------------- | --------------------------- | --------------------------- | --------------------------- | --------------------------- | --------------------------- |
| 1.                          | Opus                        | 4:26                        |                             |                             |                             |                             |                             |                             |                             |
| 2.                          | Sonatine                    | 3:39                        |                             |                             |                             |                             |                             |                             |                             |
| 3.                          | Intermezzo                  | 3:44                        |                             |                             |                             |                             |                             |                             |                             |
| 4.                          | Lorenz and Watson           | 3:56                        |                             |                             |                             |                             |                             |                             |                             |
| 5.                          | Choral No. 1                | 2:27                        |                             |                             |                             |                             |                             |                             |                             |
| 6.                          | Choral No. 2                | 2:05                        |                             |                             |                             |                             |                             |                             |                             |
| 7.                          | Do Bacteria Sleep?          | 4:17                        |                             |                             |                             |                             |                             |                             |                             |
| 8.                          | Bachata                     | 8:14                        |                             |                             |                             |                             |                             |                             |                             |
| 9.                          | Chanson                     | 2:23                        |                             |                             |                             |                             |                             |                             |                             |
| 10.                         | Distant Echo                | 5:53                        |                             |                             |                             |                             |                             |                             |                             |
| 11.                         | Prelude                     | 4:09                        |                             |                             |                             |                             |                             |                             |                             |
| 12.                         | Sonata                      | 3:31                        |                             |                             |                             |                             |                             |                             |                             |
| 13.                         | Uetax                       | 0:26                        |                             |                             |                             |                             |                             |                             |                             |
| 14.                         | Aqua                        | 4:29                        |                             |                             |                             |                             |                             |                             |                             |
| 15.                         | Snake Eyes                  | 6:07                        |                             |                             |                             |                             |                             |                             |                             |
| 16.                         | Tong Poo                    | 5:03                        |                             |                             |                             |                             |                             |                             |                             |
| 64:50                       |                             |                             |                             |                             |                             |                             |                             |                             |                             |

Box set
Conditionné dans un étui rigide, cette box set comprend un CD des 14 premiers titres de l'édition originale japonaise (soit 53:40) ainsi qu'une disquette 3½ pouces (en anglais : Floppy disk 3.5") contenant des fichiers MIDI pour 8 des pistes de l'album, le tout accompagné de 32 feuilles de musique pour ces mêmes pistes.
| 1. | Opus              |  |
| 2. | Sonatine          |  |
| 3. | Intermezzo        |  |
| 4. | Lorenz and Watson |  |
| 5. | Choral No. 1      |  |
| 6. | Choral No. 2      |  |
| 7. | Chanson           |  |
| 8. | Aqua              |  |

| Édition internationale Europe et États-Unis (Sony Classical, janvier-février 2000) | Édition internationale Europe et États-Unis (Sony Classical, janvier-février 2000) | Édition internationale Europe et États-Unis (Sony Classical, janvier-février 2000) | Édition internationale Europe et États-Unis (Sony Classical, janvier-février 2000) | Édition internationale Europe et États-Unis (Sony Classical, janvier-février 2000) | Édition internationale Europe et États-Unis (Sony Classical, janvier-février 2000) | Édition internationale Europe et États-Unis (Sony Classical, janvier-février 2000) | Édition internationale Europe et États-Unis (Sony Classical, janvier-février 2000) | Édition internationale Europe et États-Unis (Sony Classical, janvier-février 2000) | Édition internationale Europe et États-Unis (Sony Classical, janvier-février 2000) |
| No                                                                                 | Titre                                                                              | Durée                                                                              |                                                                                    |                                                                                    |                                                                                    |                                                                                    |                                                                                    |                                                                                    |                                                                                    |
| ---------------------------------------------------------------------------------- | ---------------------------------------------------------------------------------- | ---------------------------------------------------------------------------------- | ---------------------------------------------------------------------------------- | ---------------------------------------------------------------------------------- | ---------------------------------------------------------------------------------- | ---------------------------------------------------------------------------------- | ---------------------------------------------------------------------------------- | ---------------------------------------------------------------------------------- | ---------------------------------------------------------------------------------- |
| 1.                                                                                 | Energy Flow                                                                        | 4:34                                                                               |                                                                                    |                                                                                    |                                                                                    |                                                                                    |                                                                                    |                                                                                    |                                                                                    |
| 2.                                                                                 | Put Your Hands Up (Piano version)                                                  | 4:54                                                                               |                                                                                    |                                                                                    |                                                                                    |                                                                                    |                                                                                    |                                                                                    |                                                                                    |
| 3.                                                                                 | Railroad Man (Piano version)                                                       | 4:43                                                                               |                                                                                    |                                                                                    |                                                                                    |                                                                                    |                                                                                    |                                                                                    |                                                                                    |
| 4.                                                                                 | Opus                                                                               | 4:25                                                                               |                                                                                    |                                                                                    |                                                                                    |                                                                                    |                                                                                    |                                                                                    |                                                                                    |
| 5.                                                                                 | Sonatine                                                                           | 3:39                                                                               |                                                                                    |                                                                                    |                                                                                    |                                                                                    |                                                                                    |                                                                                    |                                                                                    |
| 6.                                                                                 | Intermezzo                                                                         | 3:45                                                                               |                                                                                    |                                                                                    |                                                                                    |                                                                                    |                                                                                    |                                                                                    |                                                                                    |
| 7.                                                                                 | Lorenz and Watson                                                                  | 3:57                                                                               |                                                                                    |                                                                                    |                                                                                    |                                                                                    |                                                                                    |                                                                                    |                                                                                    |
| 8.                                                                                 | Choral No. 1                                                                       | 2:27                                                                               |                                                                                    |                                                                                    |                                                                                    |                                                                                    |                                                                                    |                                                                                    |                                                                                    |
| 9.                                                                                 | Choral No. 2                                                                       | 2:06                                                                               |                                                                                    |                                                                                    |                                                                                    |                                                                                    |                                                                                    |                                                                                    |                                                                                    |
| 10.                                                                                | Bachata                                                                            | 8:15                                                                               |                                                                                    |                                                                                    |                                                                                    |                                                                                    |                                                                                    |                                                                                    |                                                                                    |
| 11.                                                                                | Chanson                                                                            | 2:25                                                                               |                                                                                    |                                                                                    |                                                                                    |                                                                                    |                                                                                    |                                                                                    |                                                                                    |
| 12.                                                                                | Prelude                                                                            | 4:07                                                                               |                                                                                    |                                                                                    |                                                                                    |                                                                                    |                                                                                    |                                                                                    |                                                                                    |
| 13.                                                                                | Uetax                                                                              | 0:27                                                                               |                                                                                    |                                                                                    |                                                                                    |                                                                                    |                                                                                    |                                                                                    |                                                                                    |
| 14.                                                                                | Aqua                                                                               | 4:29                                                                               |                                                                                    |                                                                                    |                                                                                    |                                                                                    |                                                                                    |                                                                                    |                                                                                    |
| 15.                                                                                | Tong Poo                                                                           | 5:05                                                                               |                                                                                    |                                                                                    |                                                                                    |                                                                                    |                                                                                    |                                                                                    |                                                                                    |
| 16.                                                                                | Reversing                                                                          | 3:57                                                                               |                                                                                    |                                                                                    |                                                                                    |                                                                                    |                                                                                    |                                                                                    |                                                                                    |
| 63:14                                                                              |                                                                                    |                                                                                    |                                                                                    |                                                                                    |                                                                                    |                                                                                    |                                                                                    |                                                                                    |                                                                                    |

## Crédits

### Musique
- Ryūichi Sakamoto : piano (Yamaha)

### Équipes technique et production
- Production, composition : Ryūichi Sakamoto
- Mastering : Yuka Koizumi, Ted Jensen
- Mixage, enregistrement : Fernando Aponte, Ryūichi Sakamoto, Naoto Shibuya
- Enregistrement (additionnel) : Masahiro Matsuda
- Ingénierie : Tomoko Yanagida assisté de Masaki Sekiguchi, Mimiko Saito, Yoshio Ohira
- Techniciens : Masanobu Tsuchiya, Masayuki Sakata, Masanori Hanaoka, Masaya Higashiura (Pro Tools)